# Tài sản sở hữu
Tài sản sở hữu hay sản nghiệp trong bản trích yếu là những gì thuộc về hoặc với một cái gì đó dù là một thuộc tính hoặc là một thành phần của điều được nói. Trong ngữ cảnh của bài viết này, nó là một hoặc nhiều thành phần vật chất hay hợp nhất (chứ không phải thuộc tính) trong di sản của một người; hoặc thuộc về sở hữu của một người hoặc cùng một nhóm người hoặc pháp nhân như một tập đoàn hoặc thậm chí là một xã hội. Tùy thuộc vào bản chất của tài sản sở hữu, chủ sở hữu tài sản có quyền tiêu thụ, thay đổi, chia sẻ, xác định lại, cho thuê, thế chấp, cầm đồ, bán, trao đổi, chuyển nhượng, cho đi hoặc phá hủy hoặc ngăn chặn người khác làm những việc này, cũng như có thể từ bỏ nó; trong khi bất kể tính chất của tài sản sở hữu, chủ sở hữu của nó có quyền sử dụng đúng cách (như một phương tiện hay yếu tố lâu dài hoặc bất cứ điều gì), hoặc ít nhất là giữ riêng nó.
Trong kinh tế học và kinh tế chính trị, có ba hình thức tài sản sở hữu rộng lớn: tài sản tư nhân, tài sản công và tài sản tập thể (còn gọi là tài sản hợp tác xã). Tài sản sở hữu thuộc về nhiều bên có thể được sở hữu hoặc kiểm soát do đó theo những cách rất giống nhau hoặc rất khác biệt, dù đơn giản hay phức tạp, dù bằng nhau hay không bằng nhau. Tuy nhiên, có một kỳ vọng rằng ý chí của mỗi bên (thay vì tùy ý) đối với tài sản sở hữu sẽ được xác định rõ ràng và vô điều kiện, [cần dẫn nguồn] để phân biệt quyền sở hữu và giảm bớt tiền thuê. Các bên có thể hy vọng ý chí của họ là nhất trí, hoặc luân phiên mỗi người trong số họ, khi không có cơ hội hoặc khả năng tranh chấp với bất kỳ ai trong số họ, có thể hy vọng ý chí của họ, của cô ấy hoặc của họ là đủ và tuyệt đối. Sự Phục hồi Tài sản (Đầu tiên) định nghĩa tài sản sở hữu là bất cứ thứ gì hữu hình hoặc vô hình mà theo đó mối quan hệ pháp lý giữa người và nhà nước thực thi quyền sở hữu hoặc quyền sở hữu hợp pháp trong vấn đề đó. Mối quan hệ trung gian giữa cá nhân, tài sản sở hữu và nhà nước này được gọi là chế độ tài sản.
Trong xã hội học và nhân chủng học, tài sản sở hữu thường được định nghĩa là mối quan hệ giữa hai hoặc nhiều cá nhân và một đối tượng, trong đó ít nhất một trong số các cá nhân này nắm giữ một bó quyền đối với đối tượng. Sự khác biệt giữa "tài sản tập thể" và "tài sản tư nhân" được coi là một sự nhầm lẫn do các cá nhân khác nhau thường nắm giữ các quyền khác nhau đối với một đối tượng.
Các loại tài sản sở hữu quan trọng được công nhận rộng rãi bao gồm tài sản thực tế (sự kết hợp giữa đất đai và bất kỳ sự cải thiện nào đối với hoặc trên đất), tài sản cá nhân (tài sản vật chất thuộc về một người), tài sản tư nhân (tài sản thuộc sở hữu của pháp nhân, pháp nhân kinh doanh hoặc cá nhân), tài sản công (thuộc sở hữu nhà nước hoặc sở hữu công cộng và tài sản có sẵn) và tài sản trí tuệ (quyền độc quyền đối với sáng tạo nghệ thuật, phát minh, v.v.), mặc dù cuối cùng không phải lúc nào cũng được công nhận hoặc thực thi rộng rãi. Một bài viết của tài sản sở hữu có thể có các phần vật chất và kết hợp. Một quyền sở hữu tài sản hay quyền sở hữu sẽ thiết lập mối quan hệ giữa tài sản sở hữu và những người khác, đảm bảo cho chủ sở hữu quyền định đoạt tài sản sở hữu khi chủ sở hữu thấy phù hợp.

## Tổng quan
Thông thường, tài sản sở hữu được xác định bởi luật chủ quyền địa phương và được bảo vệ hoàn toàn hoặc thường là một phần của thực thể đó và chủ sở hữu chịu trách nhiệm bảo vệ phần còn lại. Các tiêu chuẩn bằng chứng liên quan đến bằng chứng về quyền sở hữu cũng được giải quyết theo luật chủ quyền địa phương và thực thể đó đóng một vai trò tương ứng, thường là mang tính quản lý ở một mức độ nào đó. Một số triết gia khẳng định rằng quyền tài sản phát sinh từ quy ước xã hội trong khi những người khác tìm thấy sự biện minh cho họ về đạo đức hoặc trong luật tự nhiên.

### Các loại tài sản
Hầu hết các hệ thống pháp lý phân biệt giữa các loại tài sản khác nhau, đặc biệt là giữa đất (tài sản sở hữu cố định, tài sản trên đất, bất động sản, tài sản thực) và tất cả các hình thức tài sản khác - hàng hóa và vật tư hữu, động sản hoặc tài sản cá nhân bao gồm cả giá trị hợp pháp nếu không phải tự bản thân nó là tiền tệ chính thức, với tư cách là nhà sản xuất chứ không phải là người chiếm hữu có thể là chủ sở hữu. Họ thường phân biệt tài sản hữu hình và vô hình. Một sơ đồ phân loại chỉ định ba loại tài sản: đất đai, sự cải tạo (những thứ nhân tạo bất động) và tài sản cá nhân (những thứ nhân tạo có thể di chuyển được).

## Các khái niệm liên quan
Trong số những điều sau đây, chỉ bán hàng và chia sẻ theo ý muốn không liên quan đến gánh nặng.

## Các vấn đề trong lý thuyết tài sản

### Cái gì có thể là tài sản sở hữu?
Hai lý lẽ chính hay nguyên tắc ấp trại được đưa ra cho tài sản sở hữu ban đầu là nỗ lực và sự khan hiếm. John Locke nhấn mạnh nỗ lực, "hòa trộn sức lao động của bạn" với một đối tượng, hoặc dọn sạch và canh tác vùng đất hoang. Benjamin Tucker thích nhìn vào telos của tài sản, tức là mục đích cuối cùng của tài sản là gì? Câu trả lời của ông: để giải quyết vấn đề khan hiếm. Chỉ khi các mặt hàng tương đối khan hiếm đối với mong muốn của mọi người thì chúng mới trở thành tài sản. Ví dụ, những người săn bắn hái lượm không coi đất đai là tài sản vì không thiếu đất. Các xã hội nông nghiệp sau đó đã tạo ra tài sản đất trồng trọt vì nó khan hiếm. Để một cái gì đó khan hiếm về kinh tế, nó nhất thiết phải có thuộc tính độc quyền mà một người sử dụng loại trừ người khác sử dụng nó. Hai biện minh này dẫn đến kết luận khác nhau về những gì có thể là tài sản. Sở hữu trí tuệ—bao gồm những thứ như ý tưởng, kế hoạch, trật tự và sắp xếp (sáng tác âm nhạc, tiểu thuyết, chương trình máy tính)—nói chung được coi là tài sản hợp lệ đối với những người ủng hộ biện minh cho nỗ lực, nhưng không hợp lệ đối với những người ủng hộ sự biện minh khan hiếm, vì những thứ không có tài sản độc quyền (tuy nhiên, những người ủng hộ biện minh khan hiếm vẫn có thể hỗ trợ "tài sản trí tuệ" khác các luật như Bản quyền, miễn là đây là một chủ đề của hợp đồng thay vì sự phân xử của chính phủ). Do đó, ngay cả những người theo chủ nghĩa sở hữu tài sản cũng có thể không đồng ý về IP. Dù theo tiêu chuẩn nào, cơ thể của một người là tài sản của một người.

### Ai có thể là chủ sở hữu?
Luật sở hữu có thể khác nhau giữa các quốc gia tùy thuộc vào bản chất của tài sản (ví dụ: súng, tài sản thực tế, tài sản cá nhân, động vật). Con người có thể sở hữu tài sản trực tiếp. Trong hầu hết các pháp nhân xã hội, các thực thể pháp lý, chẳng hạn như các tập đoàn, quỹ tín thác và quốc gia (hoặc chính phủ) sở hữu tài sản.
Ở nhiều quốc gia, phụ nữ có quyền hạn chế đối với tài sản theo luật hạn chế thừa kế và gia đình, theo đó, chỉ đàn ông mới có quyền thực sự hoặc quyền sở hữu đối với tài sản.
Ở đế chế Inca, các hoàng đế đã chết được coi là thần và vẫn kiểm soát tài sản sau khi chết.

### Trường hợp nào nhà nước có thể can thiệp vào tài sản sở hữu và ở mức độ nào
Ở Anh thế kỷ 17, chỉ thị pháp lý rằng không ai có thể vào nhà mà ở thế kỷ 17 thường là sở hữu của nam giới trừ khi có lời mời hoặc sự đồng ý của chủ sở hữu, được thiết lập như là luật phổ biến trong Institutes of the Lawes of England của Ngài Edward Coke. "Đối với nhà của một người  là lâu đài của anh ta, et domus sua cuique est tutissimum refugium [và mỗi ngôi nhà của một người là nơi ẩn náu an toàn nhất của anh ta]." Đó là nguồn gốc của câu châm ngôn "nhà của một người Anh là lâu đài của họ" nổi tiếng. Phán quyết được quy định thành luật mà một số tác giả người Anh đã tán thành trong thế kỷ 16. Không giống như phần còn lại của châu Âu, người Anh có một tuyên bố về việc sở hữu nhà riêng của họ. Thủ tướng Anh William Pitt, Bá tước thứ nhất của Chatham đã định nghĩa ý nghĩa của lâu đài vào năm 1763, "Người đàn ông nghèo nhất có thể trong ngôi nhà của mình thách thức tất cả các lực lượng của vương miện. Ngôi nhà có thể yếu - mái nhà của nó có thể rung chuyển - gió có thể thổi qua nó - cơn bão có thể đi vào - mưa có thể vào - nhưng Quốc vương Anh không thể vào được. "

## Lý thuyết
Có nhiều lý thuyết về tài sản sở hữu. Một là lý thuyết sở hữu đầu tiên tương đối hiếm gặp, trong đó quyền sở hữu đối với một thứ gì đó được coi là hợp lý chỉ đơn giản là do ai đó nắm giữ thứ gì đó trước người khác. Có lẽ một trong những phổ biến nhất là định nghĩa các quyền căn bản tự nhiên về quyền sở hữu được nâng cao bởi John Locke. Locke đưa ra lý thuyết rằng Thiên Chúa ban quyền thống trị tự nhiên cho con người thông qua Adam trong sách Sáng thế. Do đó, ông đưa ra giả thuyết rằng khi kết hợp lao động của một người với thiên nhiên, người ta sẽ có được mối quan hệ với phần tự nhiên mà lao động được pha trộn, phải tuân theo giới hạn là nên có "đủ, và tốt, chung cho những người khác. " (xem Điều kiện của Lock)

## Tài sản trong triết học
Ở châu Âu thời trung cổ và Phục hưng, thuật ngữ "tài sản sở hữu" chủ yếu liên quan đến đất đai. Sau nhiều suy xét lại, đất đai chỉ được coi là một trường hợp đặc biệt của tài sản sở hữu. Việc suy xét lại này được lấy cảm hứng từ ít nhất ba đặc điểm chung của châu Âu cận đại: sự gia tăng thương mại, sự phá vỡ các nỗ lực ngăn cấm lãi (sau đó gọi là "cho vay nặng lãi") và sự phát triển của các chế độ quân chủ tập quyền trung ương.

### Triết học cổ đại
Urukagina, vua của thành bang Lagash của vùng Sumer đã thiết lập những luật đầu tiên về việc cấm bán tài sản.
Kinh thánh trong Leviticus 19:11 và ibid. 19:13 nói rằng người Israel không được ăn cắp.
Trong tác phẩm Chính trị luận, Aristotle ủng hộ "tài sản tư nhân". Ông lập luận rằng lợi ích cá nhân dẫn đến bỏ bê cộng đồng. "Quy luật chung là cái gì của chung của càng nhiều người thì cái đó lại càng ít được quan tâm bảo quản. Mọi người chỉ quan tâm đến bản thân họ và hầu như chẳng đếm xỉa gì đến lợi ích chung; và nếu có quan tâm đến quyền lợi chung thì cũng chỉ vì điều đó đụng chạm tới quyền lợi riêng của chính họ."

### Triết học thời trung cổ

#### Thomas Aquinas (thế kỷ 13)
Giáo luật Decretum Gratiani xác nhận rằng luật đơn thuần của con người tạo ra tài sản, lặp lại các cụm từ được sử dụng bởi Thánh Augustinô. Thánh Tôma Aquinô đồng ý liên quan đến việc tiêu thụ tài sản tư nhân nhưng sửa đổi lý thuyết giáo phụ trong việc nhận thấy rằng việc sở hữu tài sản riêng là cần thiết. Thomas Aquinas kết luận rằng,
- Con người sở hữu những thứ bên ngoài là điều tự nhiên.
- việc một người sở hữu một thứ như của mình là hợp pháp
- bản chất của hành vi trộm cắp là lấy bí mật của người khác
- trộm cắp và cướp là tội lỗi của các loài khác nhau và cướp là tội lỗi nặng nề hơn trộm cắp
- trộm cắp là một tội lỗi; đó cũng là một tội trọng
- tuy nhiên, việc đánh cắp do áp lực nhu cầu là hợp pháp: "trong trường hợp cần kíp, tất cả mọi thứ là tài sản chung".

### Triết lý hiện đại

#### Thomas Hobbes (thế kỷ 17)
Các tác phẩm chính của Thomas Hobbes xuất hiện từ năm 1640 đến 1651—trong và ngay sau cuộc chiến giữa các lực lượng trung thành với vua Charles I và những người trung thành với Nghị viện. Nói theo cách riêng của mình, suy tư của Hobbes bắt đầu với ý tưởng "trao cho mỗi người thứ của chính họ", một cụm từ mà ông rút ra từ các tác phẩm của Cicero. Nhưng ông tự hỏi: Làm thế nào mà một người có thể gọi bất cứ thứ gì là của mình? Ông kết luận: Thứ của tôi chỉ có thể thực sự là của tôi nếu có một quyền lực mạnh nhất rõ ràng trong vương quốc và quyền lực đó coi nó như của tôi và bảo vệ vị thế của nó như vậy.

#### James Harrington (thế kỷ 17)
Một người cùng thời với Hobbes, James Harrington, đã phản ứng với cùng một sự hỗn loạn theo một cách khác: ông coi tài sản sở hữu là tự nhiên nhưng không thể tránh khỏi. Tác giả của Oceana, ông có thể là nhà lý luận chính trị đầu tiên cho rằng quyền lực chính trị là hậu quả chứ không phải nguyên nhân của việc phân phối tài sản. Ông nói rằng tình huống xấu nhất có thể xảy ra là một trong đó những người dân thường có một nửa tài sản của một quốc gia, với vương miện và quý tộc nắm giữ nửa kia — một tình huống đầy bất ổn và bạo lực. Một tình huống tốt hơn nhiều (một nước cộng hòa ổn định) sẽ tồn tại một khi người dân sở hữu hầu hết tài sản, ông đề xuất.
Những người ngưỡng mộ Harrington có cả nhà cách mạng và người lập nên nước Mỹ John Adams.

#### Robert Filmer (thế kỷ 17)
Một thành viên khác của thế hệ Hobbes/Harrington, Sir Robert Filmer, đã đưa ra kết luận giống như Hobbes nhưng thông qua sự dẫn giải Kinh thánh. Filmer nói rằng thể chế của vương quyền tương tự như quyền làm cha, đối tượng là những trẻ em dù ngoan ngoãn hay ngang ngược, và quyền sở hữu tài sản giống như những món đồ gia dụng mà một người cha có thể phân chia giữa những đứa con của mình— tức là lấy lại và phân bổ theo ý muốn của mình.

#### John Locke (thế kỷ 17)
Ở thế hệ sau, John Locke đã tìm cách trả lời Filmer, tạo ra một lý do cho một hiến pháp cân bằng, trong đó quốc vương đóng một vai trò nhất định nhưng không đóng vai trò quyết định. Vì quan điểm của Filmer về cơ bản đòi hỏi nhà Stuart phải xuất thân từ các Thượng phụ trong Kinh thánh và kể từ cuối thế kỷ 17, đó là một quan điểm khó bảo vệ. Locke đã tấn công các quan điểm của Filmer trong Khảo luận thứ nhất về Chính quyền của ông, cho phép ông đưa ra quan điểm riêng của mình trong Khảo luận thứ hai về Chính quyền dân sự. Trong đó, Locke tưởng tượng ra một thế giới trước khi có xã hội, trong đó mỗi cư dân không hạnh phúc sẵn sàng tạo ra một khế ước xã hội vì nếu không "việc hưởng thụ tài sản mà anh ta trong trạng thái này là rất, rất không an toàn", và do đó là "kết cục tốt và chủ yếu đó là con người hợp nhất thành cộng đồng và đặt mình dưới quyền chính phủ là bảo toàn tài sản của họ." Ông cho phéọ họ tạo ra một chế độ quân chủ nhưng nhiệm vụ của nó là thực thi ý chí của một cơ quan lập pháp được bầu ra. "Để kết thúc này có thể đạt được" (để đạt được mục tiêu đã định trước đó), ông viết, "thì con người phải từ bỏ tất cả quyền lực tự nhiên của họ cho xã hội mà họ tham gia và cộng đồng đặt quyền lập pháp vào tay những người họ nghĩ là phù hợp. Với sự tin tưởng này, họ sẽ chịu sự chi phối của luật pháp được ban hành nếu không thì hòa bình, sự yên bình và tài sản của họ sẽ vẫn ở tình trạng không chắc chắn như trong trạng thái tự nhiên."

#### David Hume (thế kỷ 18)
Trái ngược với các nhân vật được thảo luận trong phần này cho đến nay David Hume sống một cuộc sống tương đối yên tĩnh, đã ổn định với một cấu trúc chính trị xã hội tương đối ổn định. Ông sống cuộc đời của một tác gia đơn độc cho đến năm 1763 khi ở tuổi 52, ông tới Paris để làm việc tại đại sứ quán Anh.
Ngược lại, người ta có thể nghĩ, đối với các tác phẩm chính trị của ông về tôn giáo và nhận thức luận hoài nghi theo chủ nghĩa kinh nghiệm của ông, quan điểm của Hume về luật pháp và tài sản sở hữu là khá bảo thủ.

#### Adam Smith
"Chính quyền dân sự cho đến nay đều được thiết lập để bảo đảm tài sản sở hữu hay trên thực tế là được thiết lập để bảo vệ người giàu chống lại người nghèo hay để những người có tài sản chống lại những người không có gì cả."— Adam Smith, Sự giàu có của các quốc gia, 1776

#### Karl Marx
Phần VIII, "Tích lũy nguyên thủy" trong tác phẩm Tư bản liên quan đến sự phê phán các lý thuyết tự do về quyền sở hữu. Marx lưu ý rằng theo Luật pháp phong kiến, nông dân được quyền sử dụng đất đai của họ một cách hợp pháp như giới quý tộc đối với các trang viên của họ. Marx trích dẫn một số sự kiện lịch sử trong đó một số lượng lớn nông dân đã bị đẩy khỏi vùng đất của họ, những vùng đất đó sau đó đã bị giới quý tộc chiếm giữ. Vùng đất bị tịch thu này sau đó được sử dụng cho các dự án thương mại (chăn cừu). Marx coi "Tích lũy nguyên thủy" này là không thể thiếu để tạo ra Chủ nghĩa tư bản Anh. Sự kiện này đã tạo ra một lớp người không có đất lớn phải làm việc kiếm tiền để tồn tại. Marx khẳng định rằng các lý thuyết tự do về tài sản là những câu chuyện cổ tích "bình dị" che giấu một quá trình lịch sử bạo lực.

#### Charles Comte: nguồn gốc hợp pháp của tài sản sở hữu
Charles Comte trong tác phẩm Traité de la ownété (1834) đã cố gắng biện minh cho tính hợp pháp của tài sản tư nhân để đáp ứng với Bourbon phục hoàng. Theo David Hart, Comte có ba quan điểm chính: "Thứ nhất, sự can thiệp của nhà nước trong nhiều thế kỷ đối với sở hữu tài sản đã gây ra hậu quả nghiêm trọng cho công lý cũng như năng suất kinh tế; thứ hai, tài sản đó là hợp pháp khi nó xuất hiện theo cách để không làm hại bất cứ ai và thứ ba, trong lịch sử, một số nhưng không có nghĩa là tất cả tài sản đã phát triển đã được thực hiện một cách hợp pháp, với ngụ ý rằng việc phân phối tài sản hiện tại là một phức hợp của các quyền sở hữu hợp pháp và bất hợp pháp."

#### Pierre-Joseph Proudhon: tài sản sở hữu là trộm cắp
Trong chuyên luận Tài sản là gì? năm 1840, Pierre Proudhon trả lời bằng "Tài sản là trộm cắp!" tài nguyên thiên nhiên, ông nhìn thấy hai loại tài sản, tài sản hợp pháp về pháp lý (quyền sở hữu hợp pháp) và tài sản trên thực tế (sở hữu vật chất) và lập luận rằng cái trước là bất hợp pháp. Kết luận của Proudhon là "tài sản, để công bằng và có thể, nhất thiết phải có sự bình đẳng về điều kiện của nó."

#### Frédéric Bastiat: tài sản sở hữu là giá trị
Chuyên luận chính về tài sản sở hữu của Frédéric Bastiat có thể được tìm thấy trong chương 8 của cuốn sách Hòa âm kinh tế (1850) của ông. Trong một sự khởi đầu triệt để từ lý thuyết tài sản sở hữu truyền thống, ông định nghĩa tài sản sở hữu không phải là một đối tượng vật chất mà là một mối quan hệ giữa những người có liên quan đến một đối tượng. Do đó, nói rằng một người sở hữu một ly nước chỉ đơn thuần là tốc ký bằng lời nói vì tôi có thể tặng quà hoặc trao đổi nước này cho người khác. Về bản chất, thứ mà người ta sở hữu không phải là đối tượng mà là giá trị của đối tượng. Theo "giá trị", Bastiat rõ ràng có nghĩa là giá trị thị trường; ông nhấn mạnh rằng điều này khá khác biệt với tiện ích. "Trong mối quan hệ giữa chúng ta với nhau, chúng ta không phải là chủ sở hữu của tiện ích nhưng giá trị của chúng và giá trị là sự thẩm định được thực hiện từ các dịch vụ đối ứng."

#### Andrew J. Galambos: một định nghĩa chính xác về tài sản sở hữu
Andrew J. Galambos (1924-1997) là nhà vật lý thiên văn và triết gia, người đã đổi mới một cấu trúc xã hội nhằm tìm cách tối đa hóa hòa bình và tự do của con người. Khái niệm tài sản sở hữu của Galambos là cơ bản cho triết lý của ông. Ông định nghĩa tài sản sở hữu là cuộc sống của một người và tất cả các dẫn xuất không sinh sản của cuộc đời người đó. (Vì ngôn ngữ tiếng Anh thiếu sót trong việc bỏ qua hình thức nữ tính của từ "man" khi đề cập đến loài người, nên người ta cho rằng nữ tính được bao gồm trong thuật ngữ "man".)

### Quan điểm đương đại
Các nhà tư tưởng chính trị đương đại tin rằng các thể nhân được hưởng quyền sở hữu tài sản và ký kết hợp đồng tán thành hai quan điểm về John Locke. Một mặt, một số người ngưỡng mộ Locke, như William H. Hutt (1956), người đã ca ngợi Locke vì đã đặt ra "tinh hoa của chủ nghĩa cá nhân". Mặt khác, những người như Richard Faucet coi lập luận của Locke là yếu đuối và nghĩ rằng sự phụ thuộc quá mức vào đó đã làm suy yếu nguyên nhân của chủ nghĩa cá nhân trong thời gian gần đây. Ống đã viết rằng công trình của Locke "đánh dấu một hồi quy vì nó dựa trên khái niệm Luật tự nhiên" chứ không dựa trên khuôn khổ xã hội học của Harrington.